# Саматов, Жыргалбек Алимбаевич
Саматов Жыргалбек Алимбаевич (род. 11 марта 1973, Узгенский район, Ошская область) — политический деятель Кыргызстана, депутат Жогорку Кенеша Кыргызской Республики V и VI созывов.

## Биография
Саматов Жыргалбек Алимбаевич родился 11 марта 1973 года в селе Красный Маяк Узгенского района.
29 июля 2008 года — Президиум Чувашского отделения Международной Академии Информатизации (МАИ) при экономическом и социальном совете ООН избрал Жыргалбека Саматова действительным академиком МАИ.
Апрель 2011 года — Председатель Центральной избирательной комиссии по выборам и проведению референдумов (ЦИК) Акылбек Сариев заявил о том, что депутат ЖК Жыргалбек Саматов является гражданином России, следовательно, необходимо отозвать его мандат. В ответ на это заявление ЦИК Жыргалбек Саматов заверил общественность о том, что является гражданином Кыргызстана.

### Образование
- 1998 год — Кыргызский государственный национальный университет.
- 2004 год — Поволжская академия для государственных служащих при президенте РФ им. Столыпина.
- 2009 год — Дипломатическая академия МИД КР.

### Политическая деятельность
- 2002—2005 — Помощник депутата Парламент (Жогорку Кенеша Кыргызской Республики).
- 2005—2007 — Советник Председателя комитета по бюджету и финансам Парламент (Жогорку Кенеша Кыргызской Республики).
- 2008—2010 — Почётный Консул г. Казань (Россия, Республика Татарстан).
- 2009—2010 — Заместитель начальника УОИР Государственная регистрационная служба при Правительстве КР.
- 2010 — Депутат Жогорку Кенеша Кыргызской Республики V созыва.
- 7—16 декабря 2015 и с 11 января 2016 — депутат Жогорку Кенеша Кыргызской Республики 6 созыва по списку партии «Республика — Ата-Журт». Во время предвыборной гонки Ж.Саматов был удален из списка кандидатов в депутаты от «Республика — Ата-Журт», поскольку был обвинен в двойном гражданстве, но сумел доказать его отсутствие. Однако, получив окончательные данные по запросу в ФМС РФ Центризбирком аннулировал его мандат, затем вновь его выдал[9].
- 2011 — Член Комитета Жогорку Кенеша Кыргызской Республики по международным делам и межпарламентскому сотрудничеству.
- 2012 — Член Комитета Жогорку Кенеша Кыргызской Республики по судебно-правовым вопросам и законности.
- 2018 — Генеральный секретарь Международной федерации кок-бору[10][11][12][13][14][15][16]
- июль 2018—2019 — Президент Федерации кок-бору КР[17][18][19][20][21][22][23][24][25]

### Награды
- Почётная грамота Кыргызской Республики (2009).

### Личная жизнь
Женат, отец 7 детей.